# مرمراي

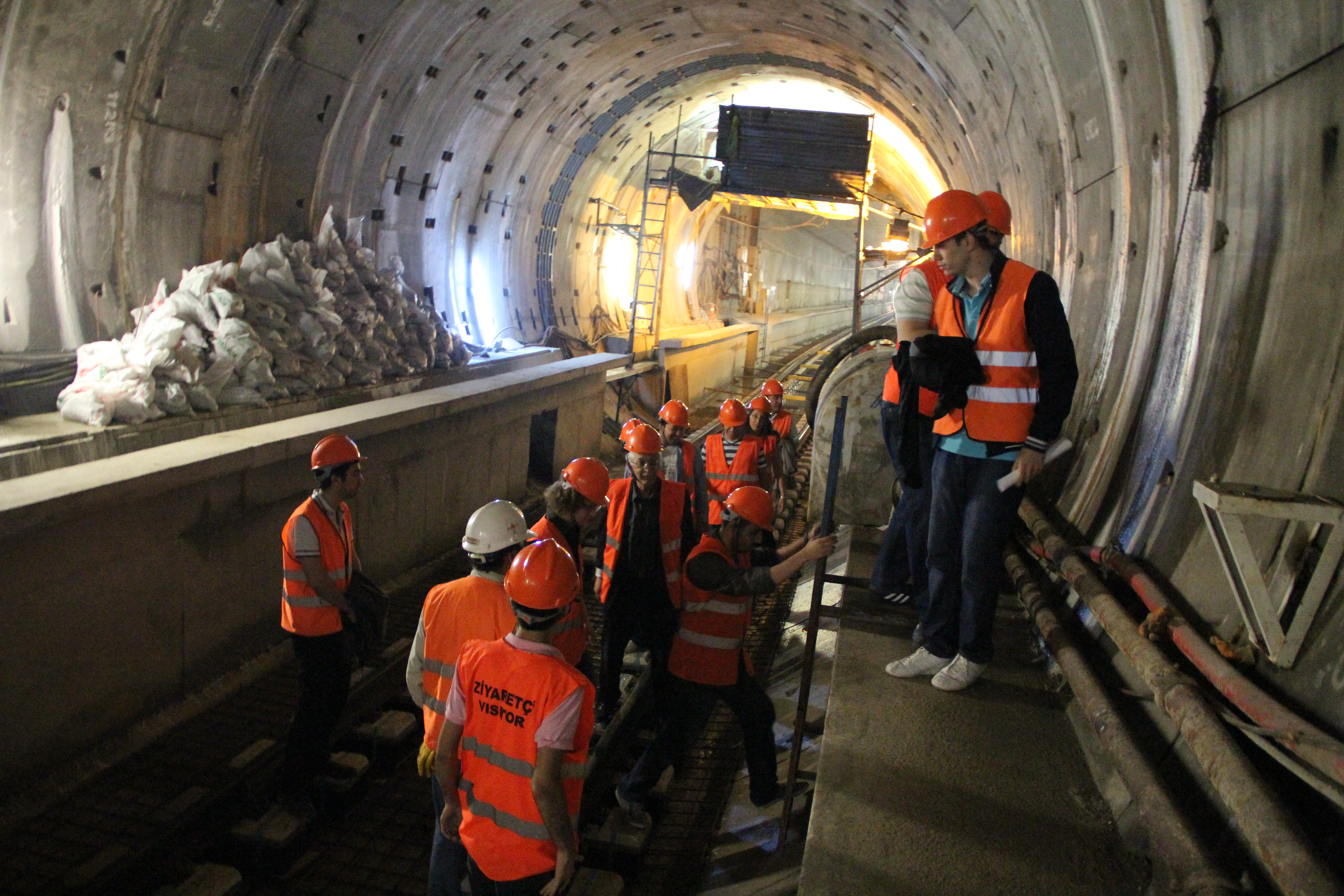
النفق قيد الحفر في مايو 2012

 مرمراي (لفظ [[|[ˈmaɾmaˌɾaj]]] ) هو مشروع النقل بالسكك الحديدية في مدينة إسطنبول التركية ويشتمل على نفق السكك الحديدية البحري تحت مضيق البوسفور، وكذلك تحديث خطوط السكك الحديدية في الضواحي الموجودة على طول بحر مرمرة من هالكالي على الجانب الأوروبي إلى جبزه على الجانب الآسيوي.
بدأ البناء في عام 2004، وكان موعد الافتتاح الأولي نيسان 2009. بعد تأخيرات متعددة ناجمة عن بعض الاكتشافات التاريخية، افتتحت المرحلة الأولى من المشروع في 29 أكتوبر 2013. وافتتحت المرحلة الثانية في 12 مايو 2019. ويحتمل ان يفتح القطار مرحلة ثالثة بتمديده من هالكالي إلى بهتشة شهير، إستبدالا لقطار هالكالي - بهتشة شهير.
مرمراي يعتبر أول نفق تُدشنه تركيا للسكك الحديدية تحت مضيق البوسفور يربط بين الضفتين الأوروبية والآسيوية لإسطنبول، استغرق العمل عليه مدة 9 أعوام، بتكلفة إجمالية تقدر بـ3 مليارات يورو.
المشروع الجديد سيتيح الربط بين القارتين المطلتين على البوسفور من خلال نفق مرمراي الذي يبلغ طوله 76.6 كلم، من بينها 1.4 كلم تحت الماء، وسينقل القطار عبر هذا النفق الركاب من آسيا إلى أوروبا على أمل تسهيل التنقل بين القارتين بفضل قدرته على استيعاب 150 ألف مسافر في الساعة.
اسم مرمرة يأتي من الجمع بين اسم بحر مرمرة، الذي يقع إلى الجنوب مباشرة من موقع المشروع، مع راي، الكلمة التركية للسكك الحديدية.

## التاريخ
يعتبر أول من فكر بربط القارة الآسيوية بالأوروبية هو السلطان العثماني «عبد المجيد الأول» (1823 - 1861)، لكن الأمر آنذاك كان مجرد طرح أفكار لا أكثر، حيث ارتأى الخليفة عبد المجيد وقتها تحقيق هذا الأمر وربط ضفتي القارتين ببعضهما من خلال خطة طويلة المدى قد تستغرق 150 عامًا. فيما بعد اعتلى السلطان «عبد الحميد الثاني» عرش الخلافة وكان السلطان الرابع والثلاثين من سلاطين الدولة العثمانية، وقام بدعوة عدد كبير من المهندسين وأمرهم برسم تصاميم لمشروع ربط القارتين، لكن القدر كان أقرب إليه مما يحلم، فلم يستطع تحقيق هذا الأمر.

## المشروع
منح عقد البناء للمشروع تجمّع ياباني-تركي قادته شركة تايسَي في يوليو 2004. وشمل التجمع شركة كوماجاى غومي اليابانية، والشركات التركية غاما للصناعات ونور أول للبناء وتركيا للتجارة.
وطول المشروع على 13.6-كيلومتر (8.5 ميل) بما فيها المعبر تحت مضيق البوسفور، وستتم الترقية من63 كيلومتر (39 ميل) من قطار الضواحي لخلق خط 76.3-كيلومتر (47.4 ميل) ذي قدرة عالية بين جبزه وخلقالي، وتوفير 440 وحدة سيارات متعددة كهربائية. يتم الوصول إلى هذا النفق تحت الماء بواسطة شبكة من الأنفاق من قازلي جشمه على الجانب الأوربي وعايريلك جشمه في قاضيكوي على الجانب الآسيوي من إسطنبول. المشروع هو أعمق نفق تحت البحر بأنابيب مغمورة مقاومة للحريق مكونة من خرسانة مرشوشة وضعت في النرويج لسلامة المشروع.
وقد تم بناء محطات جديدة تحت الأرض في يني كابي وسيركجي، وأسكودار، وسبع وثلاثين محطة فوق الأرض وأخرى على طول الخط سيتم بناؤها أو تجديدها. المحطة في يني كابي ترتبط مع مترو إسطنبول وإل آر تى اسطنبول. وقد تم تطوير خطوط الضواحي فوق الأرض إلى ثلاثة مسارات، اثنان للركاب والآخر لقطارات ركاب المسافات الطويلة عالية السرعة (ثنائية الاتجاه). يسمح مقطع النفق استخدام مسارين مزدوجي الاتجاه لاستخدامها من قبل الركاب والقطارات خلال ساعات الذروة، وسوف تتمكن قطارات الشحن أيضًا من عبور النفق. ومن المقرر وصول القدرة على خطوط الضواحي لـ75،000 راكب في الساعة في كل اتجاه. يتم تحديث الإشارة أيضا للسماح للقطارات لتكون أقرب بدقيقتين بين كل قطارين. الوقت الذي يستغرقه السفر من جبزه إلى خلقالي من المتوقع أن يكون 104 دقيقة.
بدأ بناء المشروع مرمراي في مايو 2004و، تم الانتهاء من نفق مرمرة في 23 سبتمبر 2008, مع حفل رسمي بمناسبة الانتهاء من النفق يوم 13 أكتوبر. الانتهاء من كامل المشروع تأجل مرارًا وتكرارًا، وذلك اعتبارًا من ديسمبر 2009 وكان من المتوقع أن يتم استكماله في أكتوبر تشرين الأول عام 2013. في 29 أكتوبر 2013 تم افتتاح المرحلة الأولى من مشروع مرمرة، الذي يغطي وصلة لمترو الأنفاق بين أوروبا وآسيا. ومنذ ذلك الحين، يمكن للمسافرين السفر بين يني كابي وإبراهيم أغا. المرحلة الثانية هي تجديد السكك الحديدية الحالية على أرض الواقع، بين جبزه وإبراهيم أغا على الجانب الآسيوي وبين يني كابي وخلقالي على الجانب الأوروبي. وكان من المقرر أن يكتمل في عام 2015 ولكن اكتمل سنة 2019.

## الشحن
في فبراير 2010، ذكرت جريدة Railway Gazette International أن القائمين على إدارة النفق كانوا يستأجرون مستشارين لتحليل الخيارات المتاحة لنقل حركات الشحن. واقترح رئيس الوزراء ومسؤولون آخرون أن يساعد خط مارماراي في إنشاء "طريق الحرير الحديدي" الحديث من خلال السماح لقطارات الشحن بالسفر بين أوروبا والصين. ستتمكن قطارات الشحن التي لا تحمل بضائع خطرة من استخدام النفق عندما لا تعمل خدمات الركاب (بين الساعة 1:00 صباحًا و5:00 صباحًا). وفي أوقات أخرى، لن تكون هناك سوى قطارات الركاب في الأنفاق.

## التمويل
قدمت وكالة التعاون الدولي اليابانية (JICA) والبنك الأوروبي للاستثمار (EBI) الجزء الأكبر من التمويل للمشروع. وبحلول أبريل 2006، أقرضت وكالة التعاون الدولي اليابانية (JICA) 111 مليار ين، وأقرضها البنك الأوروبي للاستثمار 1.05 مليار يورو لتنفيذ المشروع. وقدرت التكلفة الأصلية بنحو 4.5 مليار دولار، رغم أنها بلغت في النهاية ضعف هذا المبلغ تقريبًا.

## المراكب
يستخدم خط مرماراي عربات نقل من طراز TCDD E32000 التي تصنعها شركة هيونداي روتيم في تكوينات EMU التي تتسع لعشر عربات وخمس عربات. وكان العقد الأصلي بقيمة 580 مليون يورو ينص على إنتاج 440 عربة محليًا بواسطة شركة يوروتيم، وهي شركة مشتركة بين هيونداي روتيم وشركة تصنيع عربات النقل التركية TÜVASAŞ. وقد تم اختيار هيونداي روتيم قبل ألستوم، وCAF، واتحاد شركات بومباردييه، وسيمنز، ونورول.
يوجد مستودعان وساحة صيانة على الخط (واحد في كل طرف) حيث يتم تخزين المجموعات.
- قطار مرمراي في محطة كاظلي تششمة
- عربة مرمراي

## معرض الصور

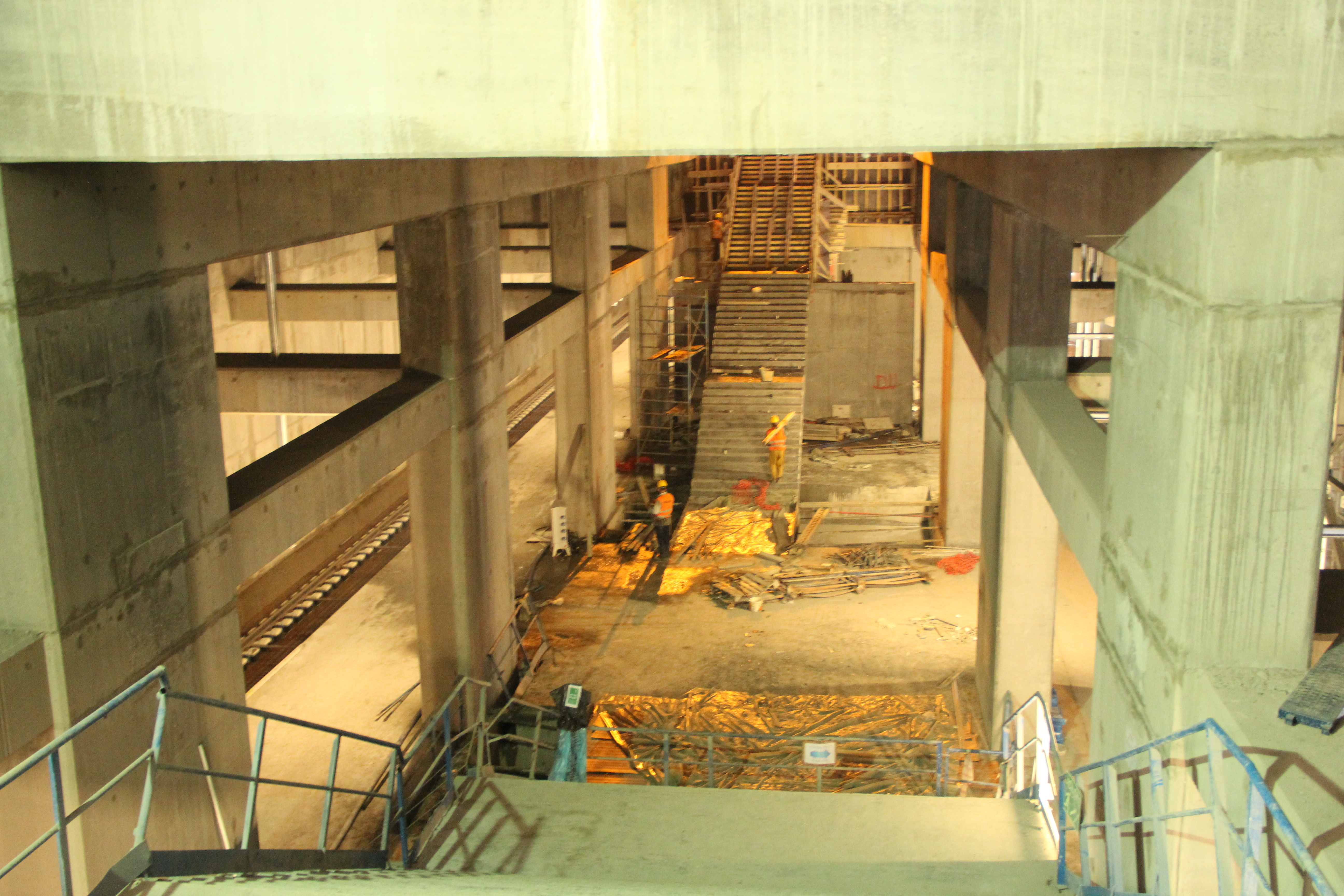
staircases
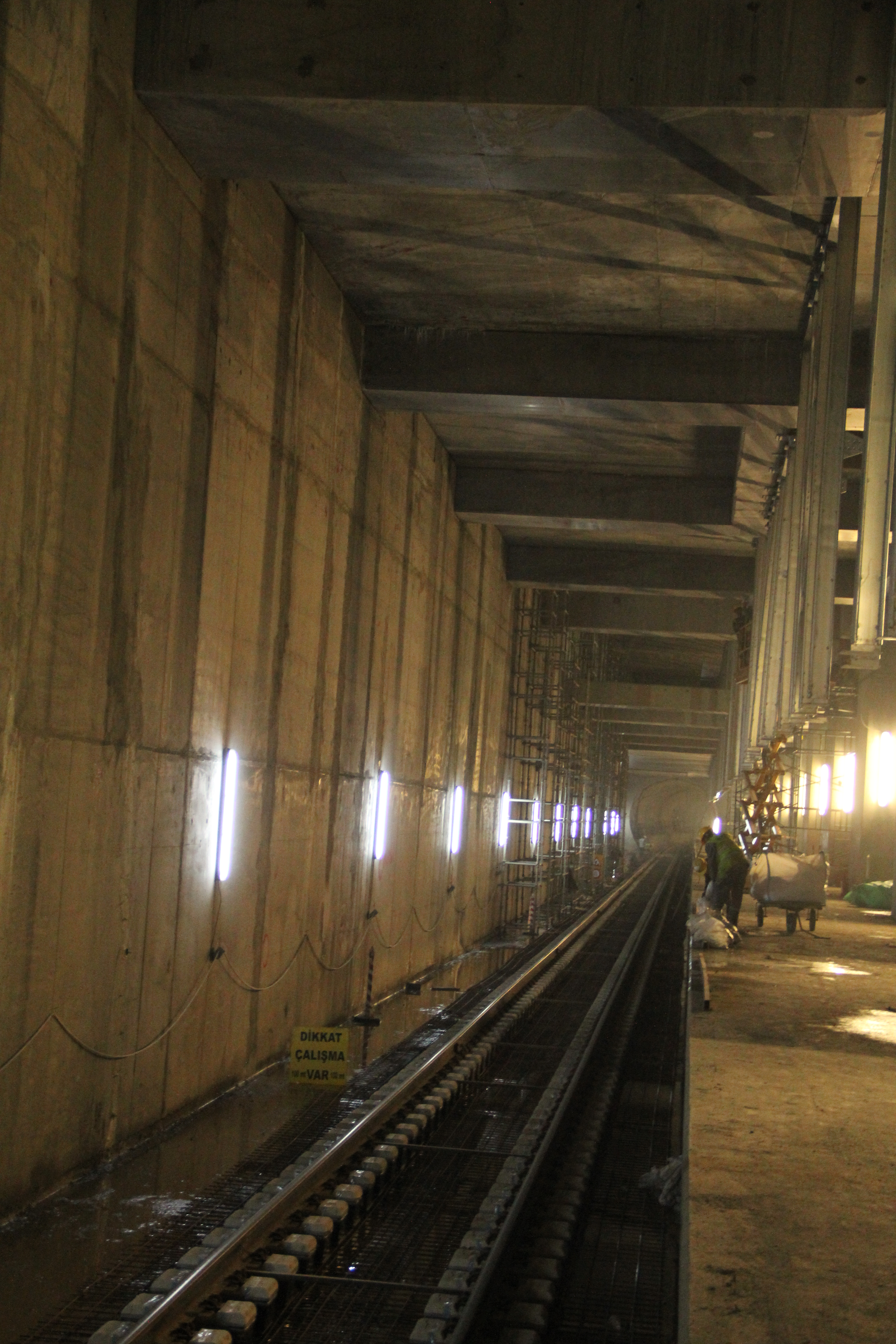
Inside of Station
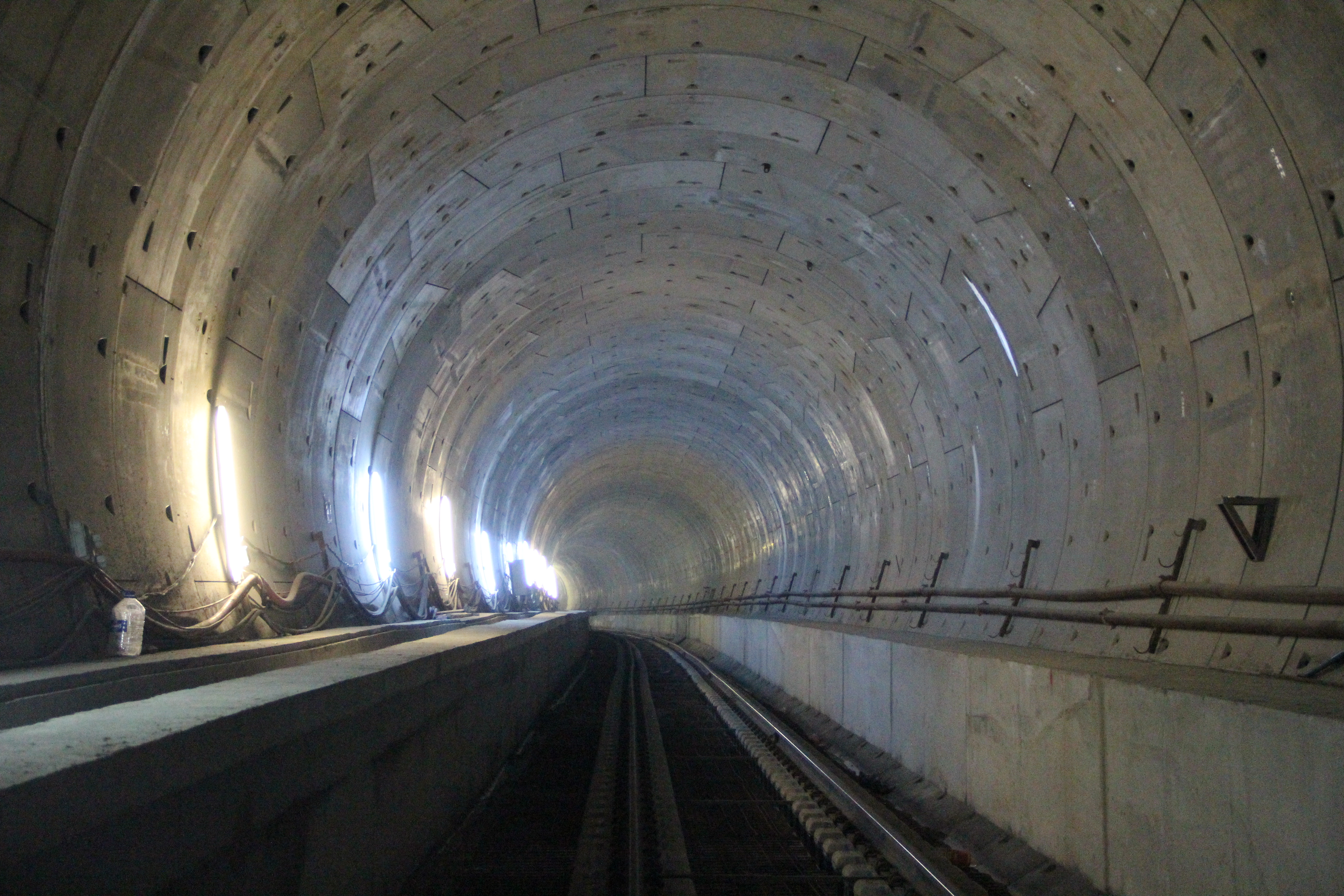
from Uskudar to Cankurtaran first fold
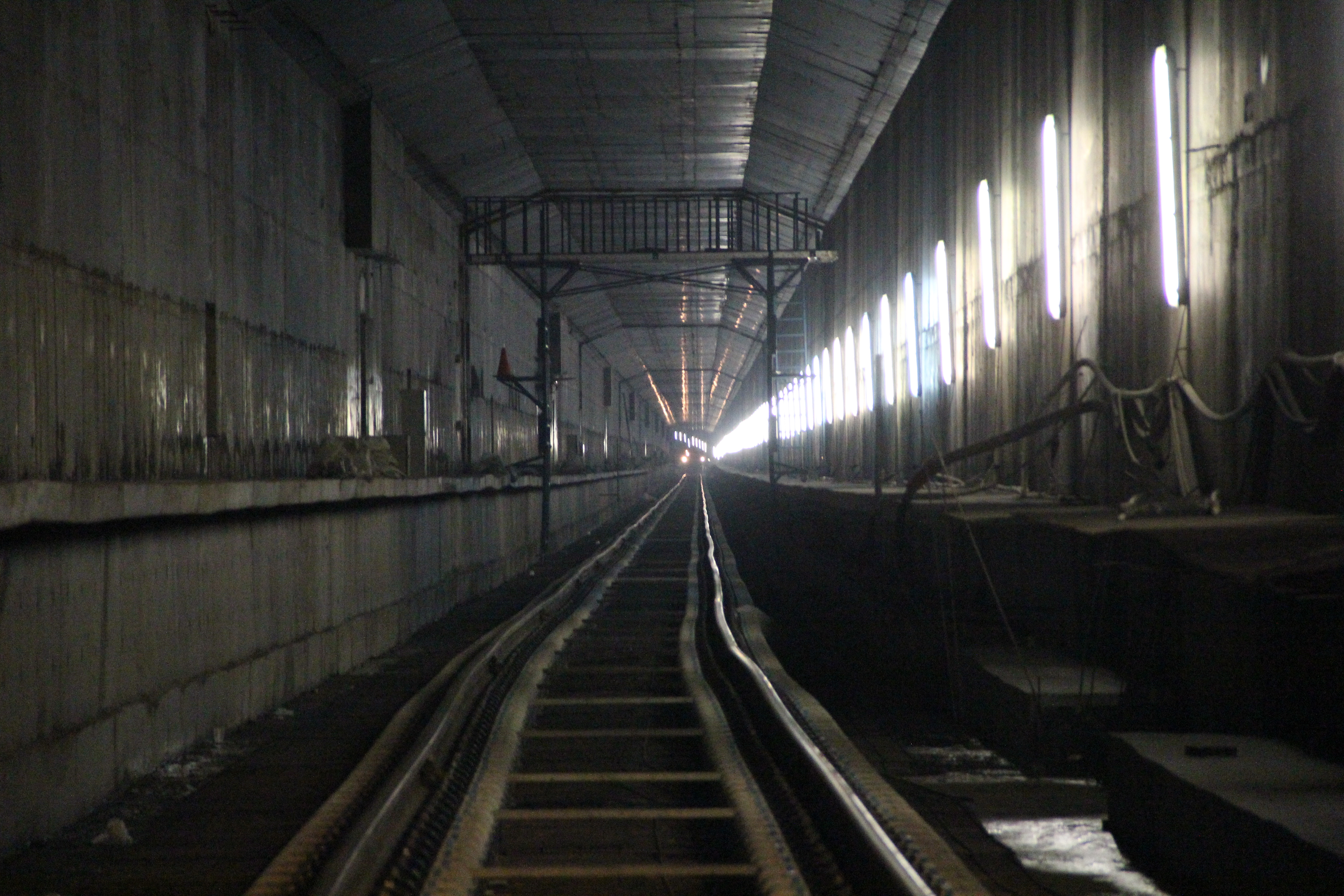
View of tunnel
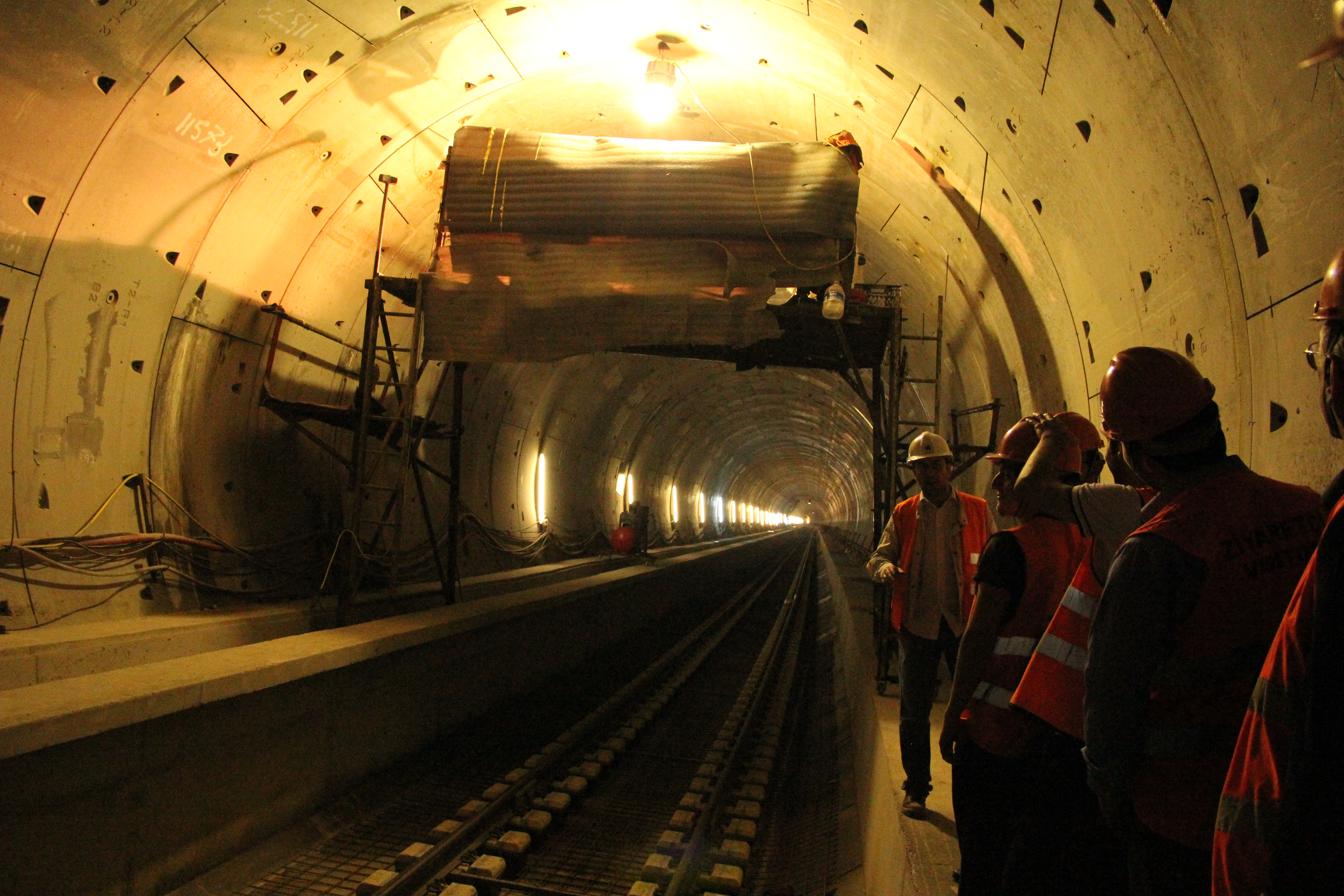
View of tunnel
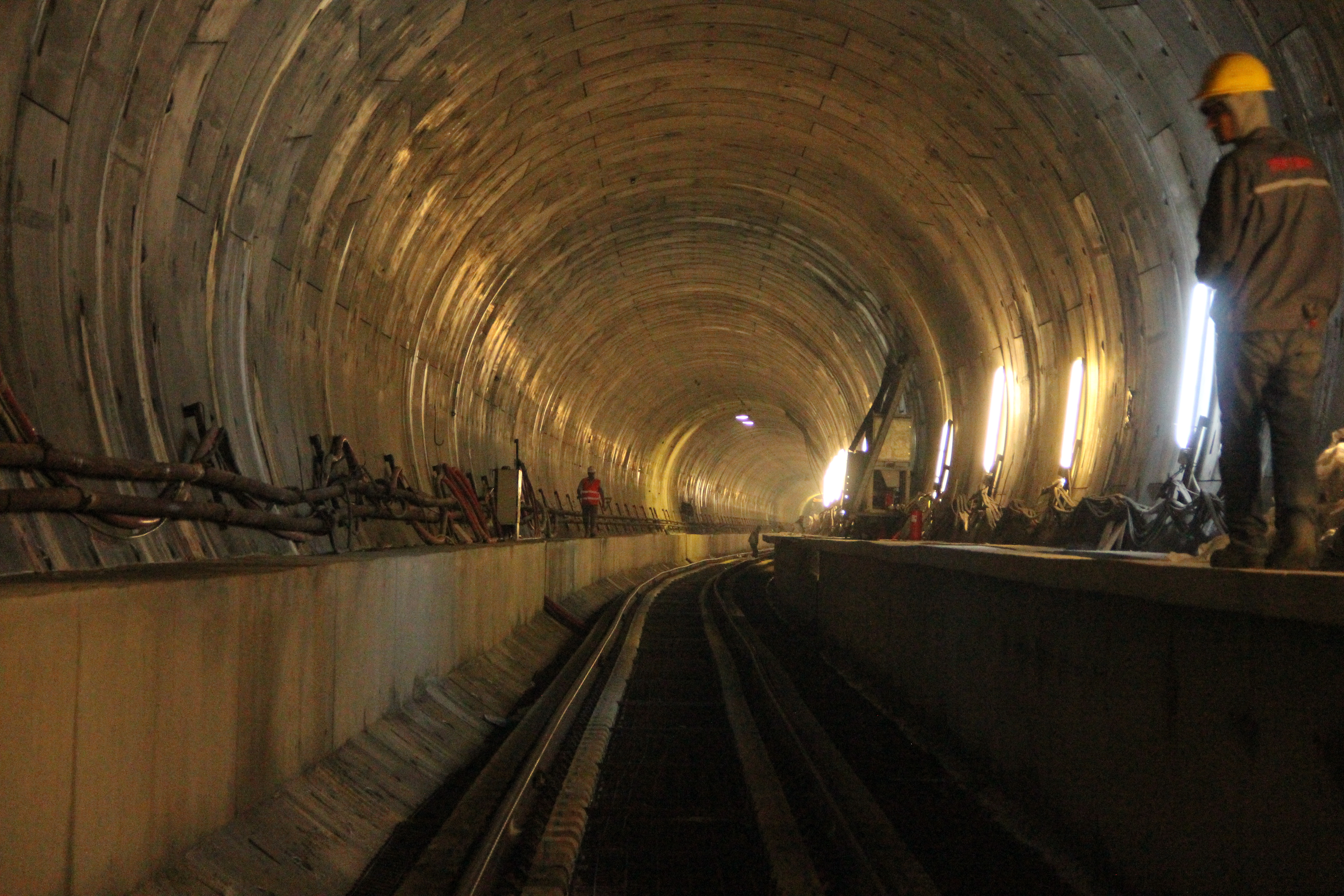
View of tunnel
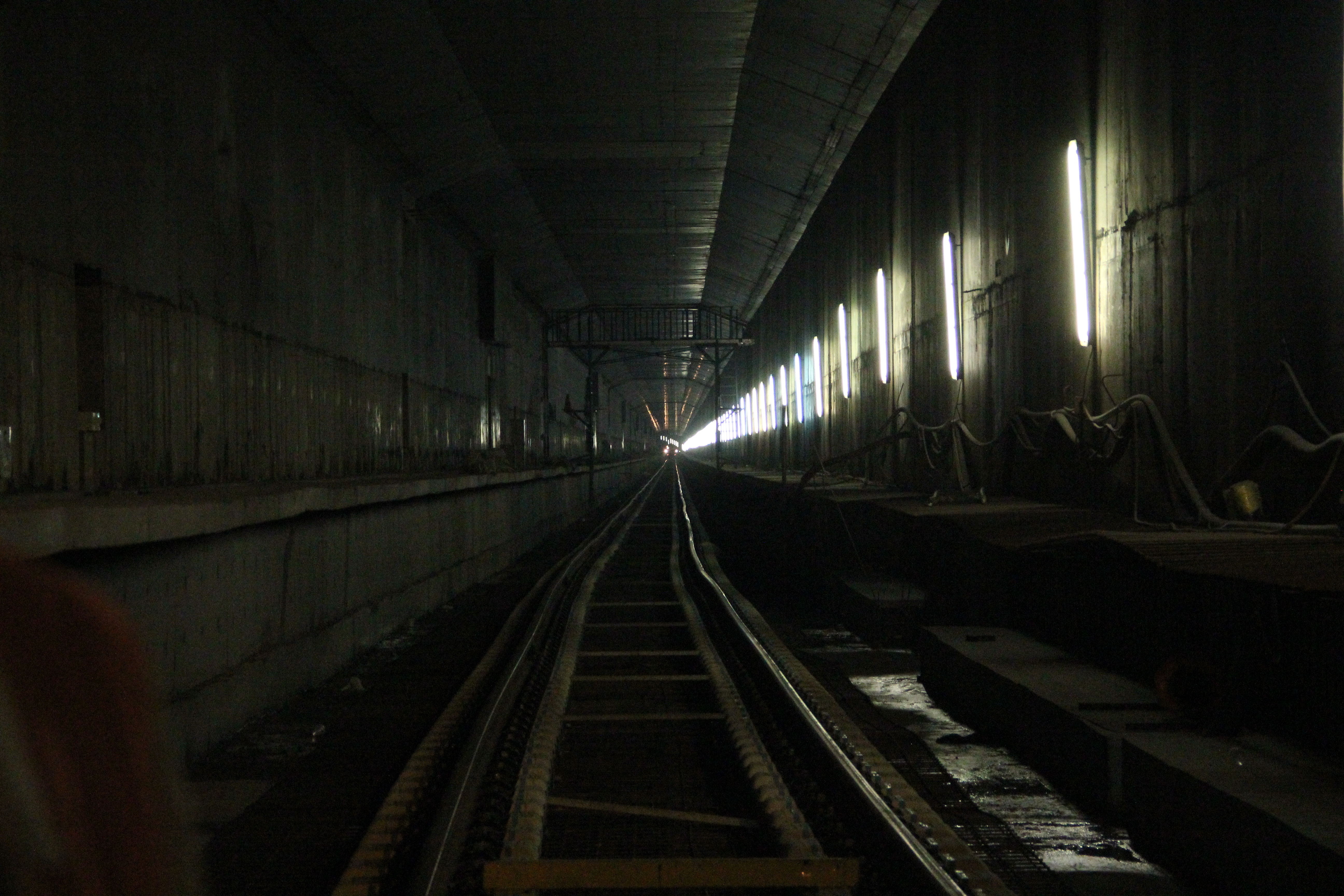
View of tunnel
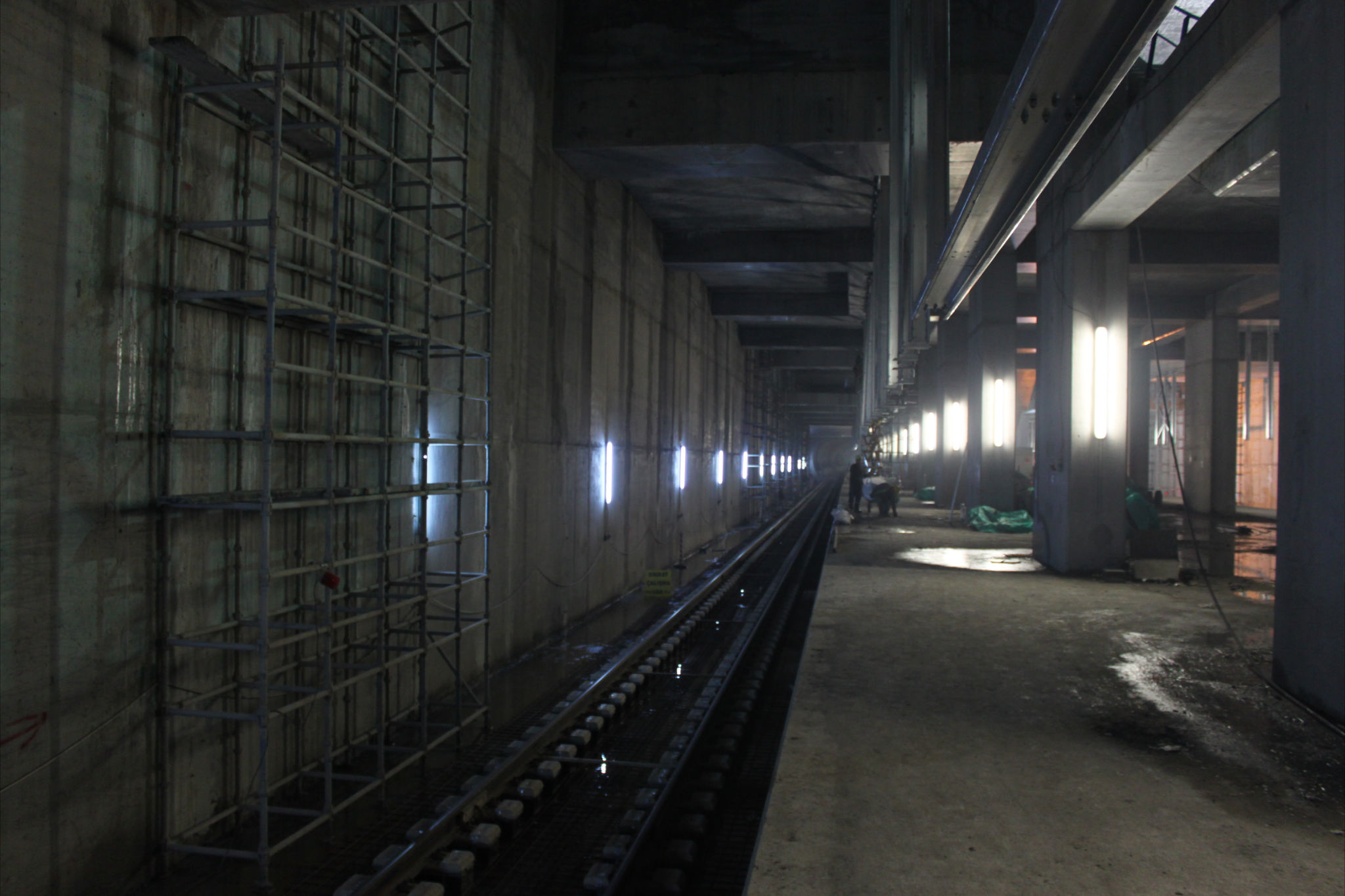
Station
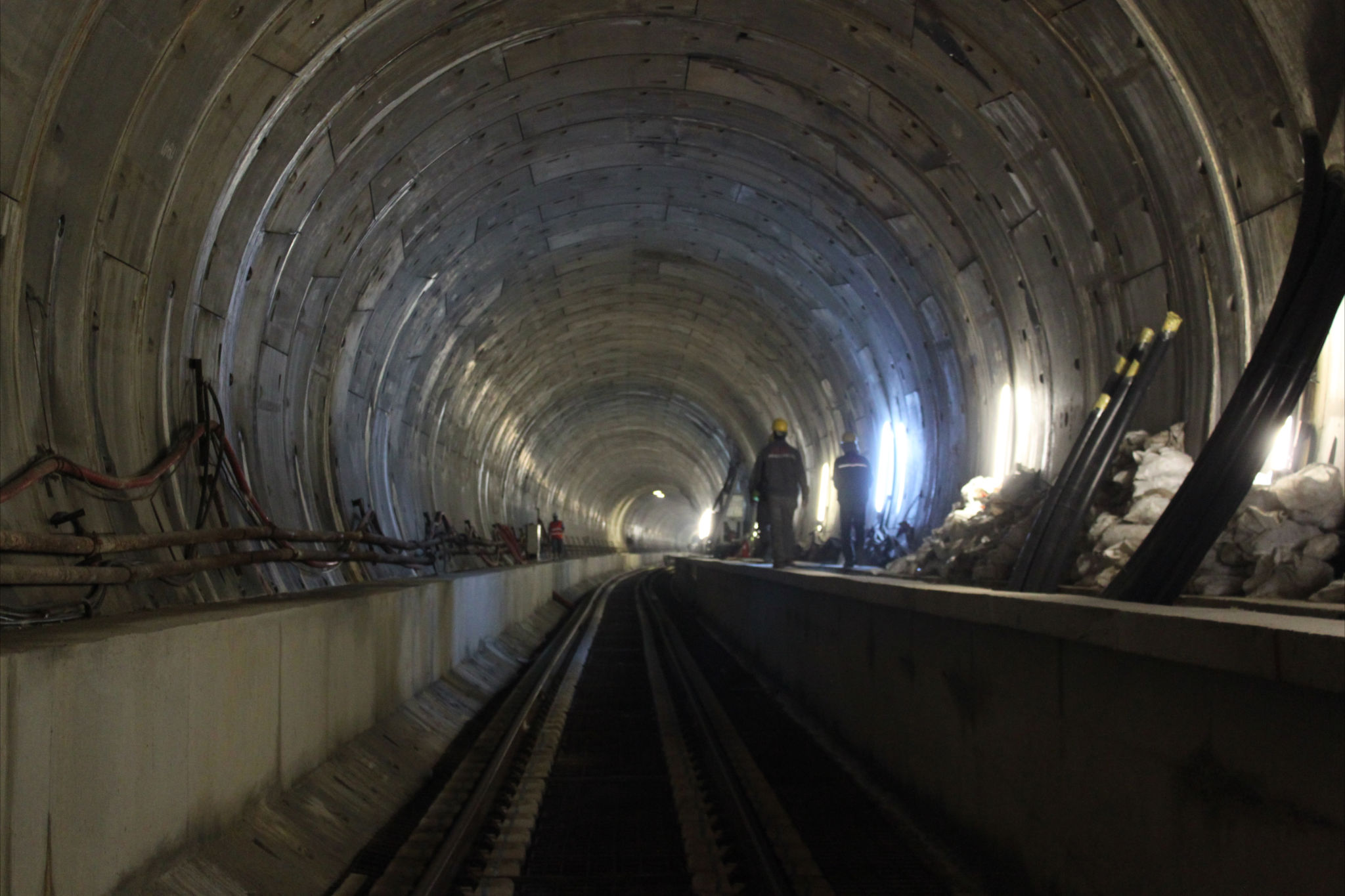
Tunnel
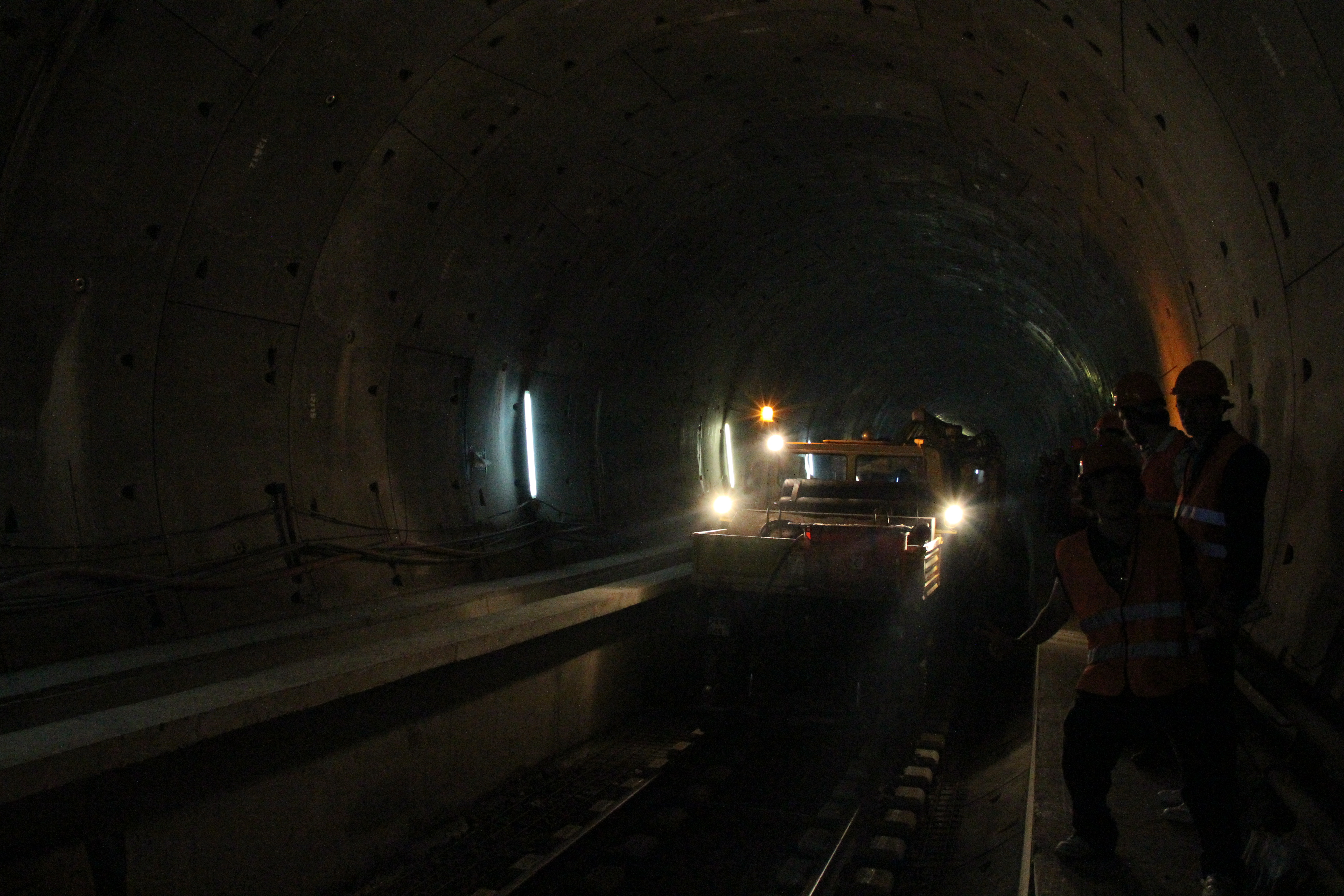
Equipments of tower crane which carring
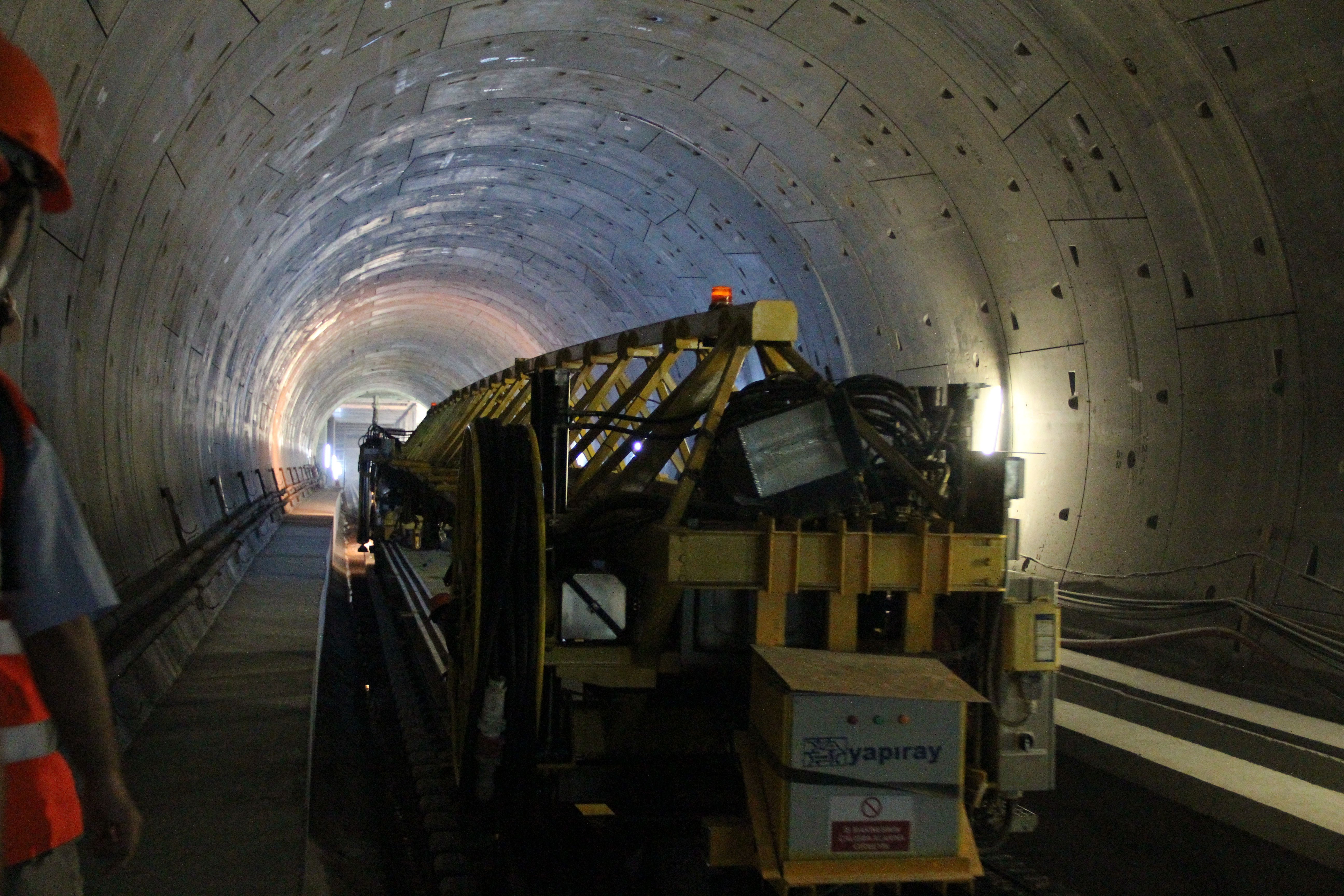
Equipments of tower crane which carring
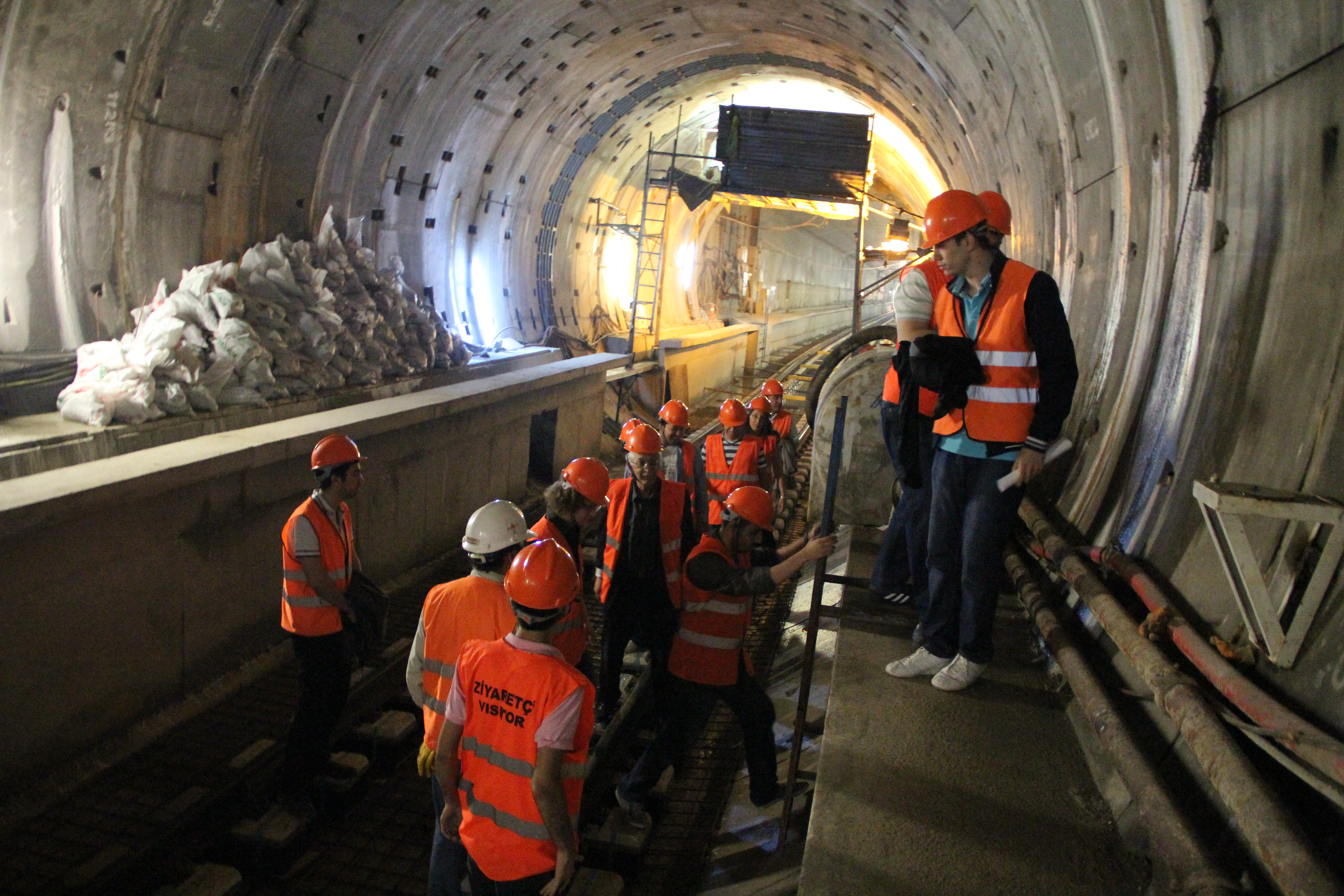
Two different tunneling methods
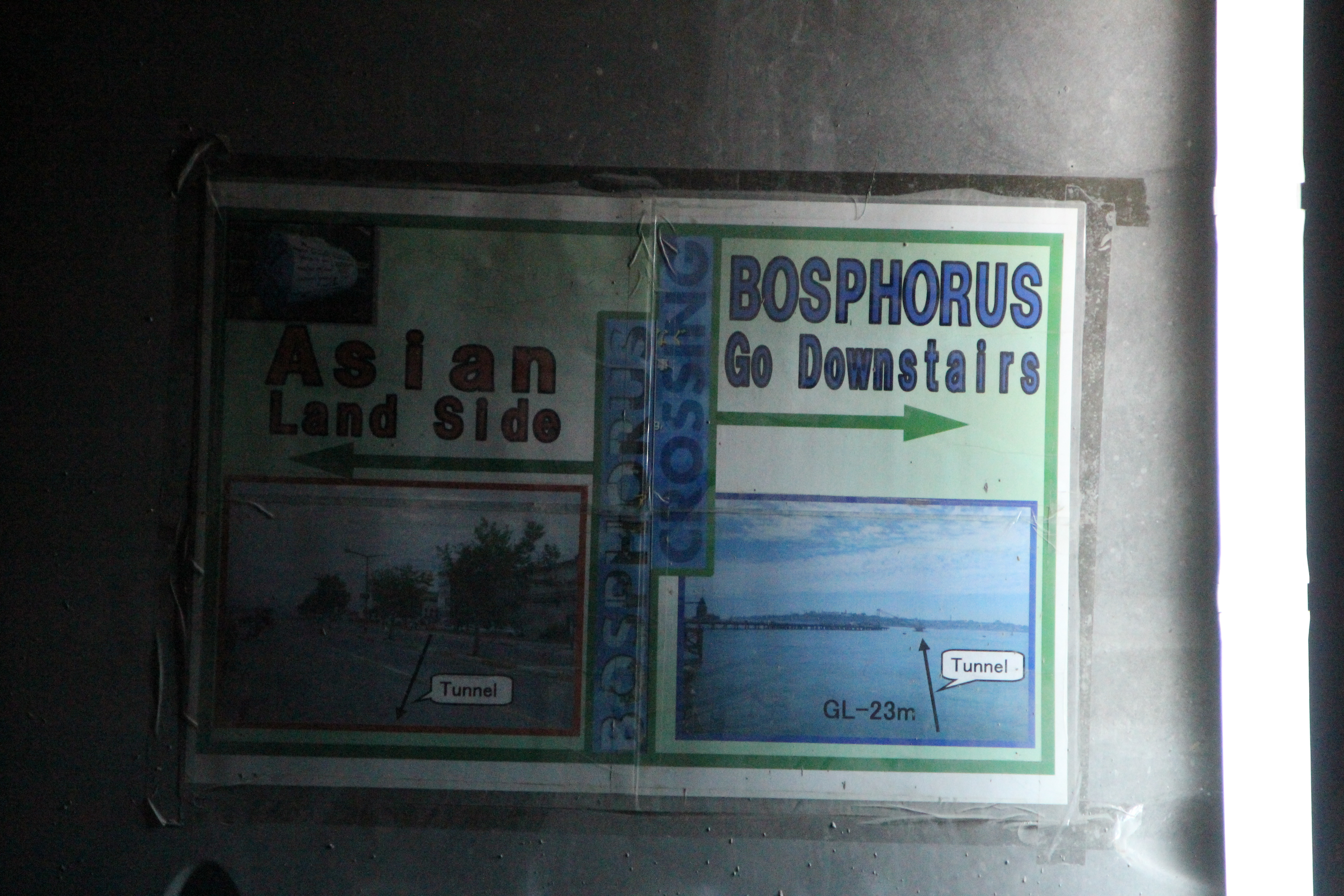
signboard in tunnel
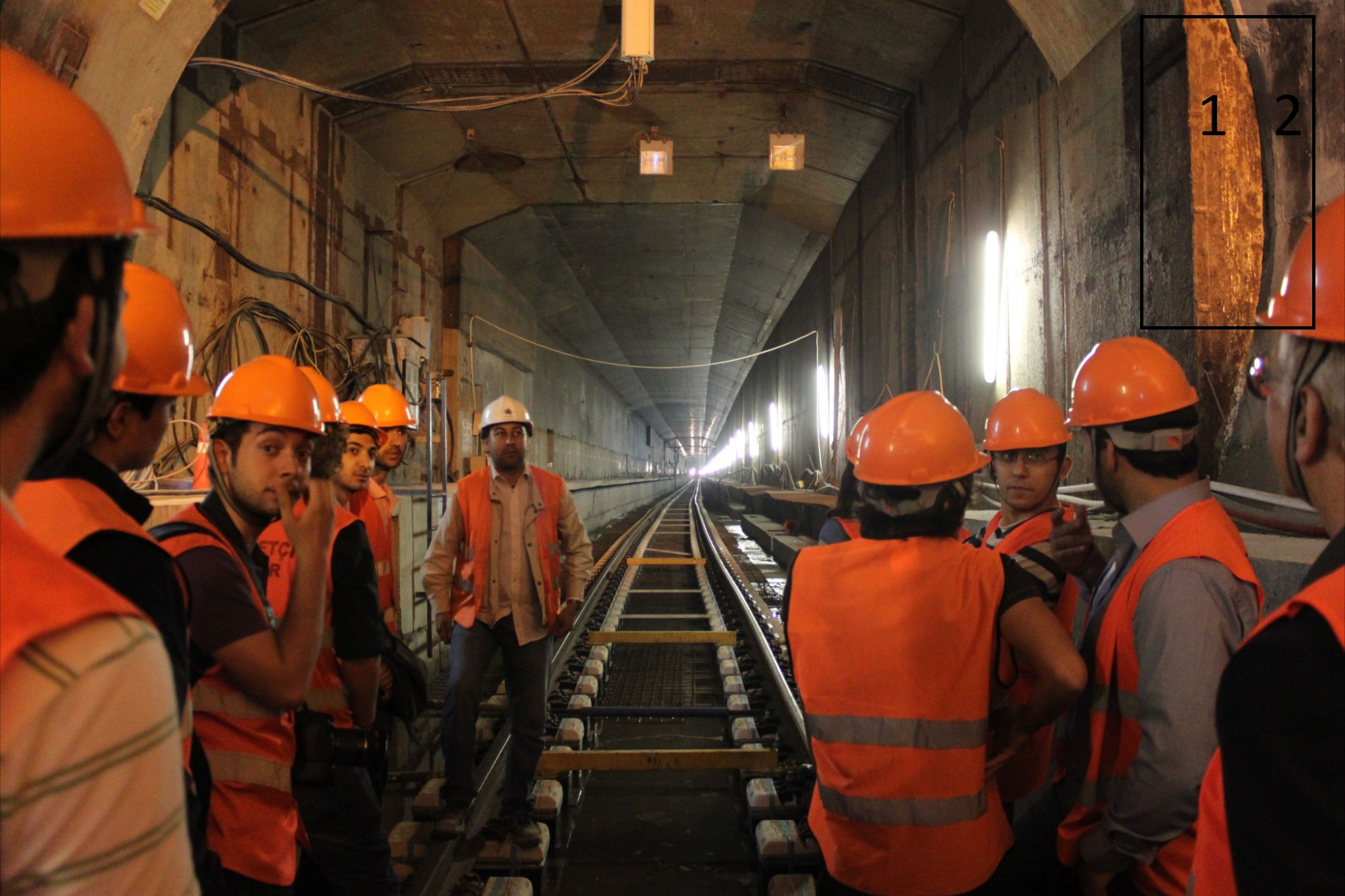
Number 1 shows tunnel excavated by TBM, number 2 shows immsersed tunnel
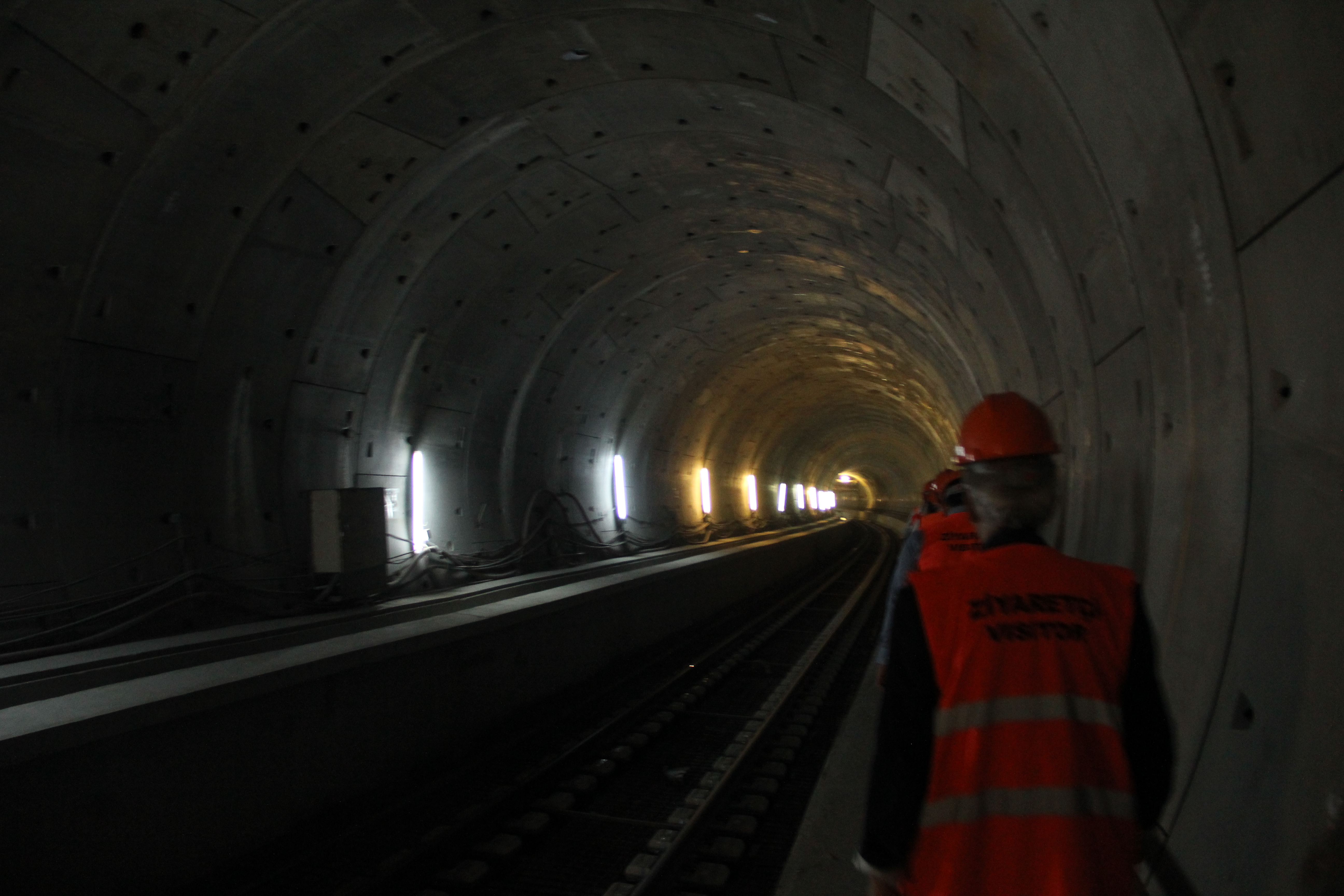
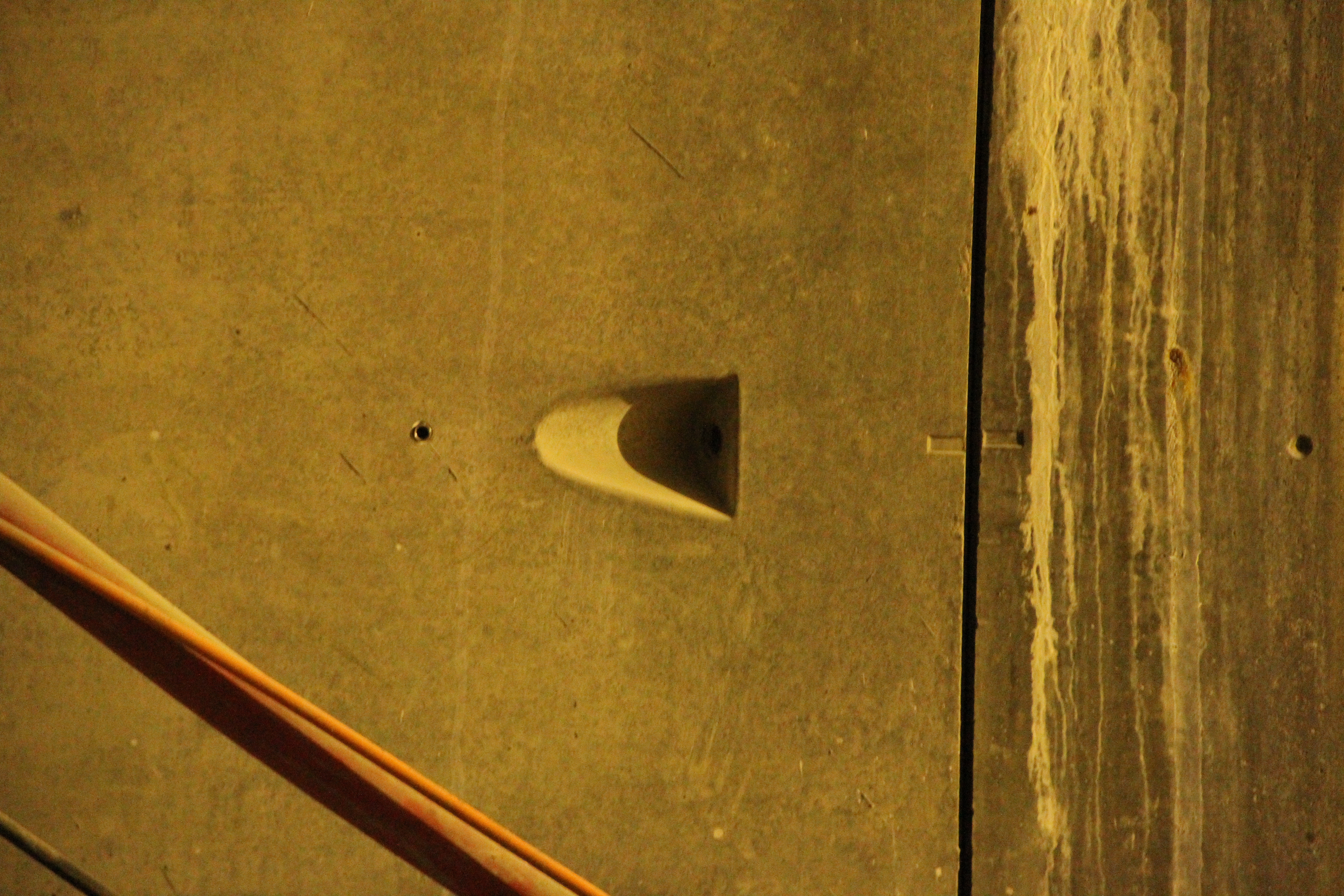
Screw in concrete 30 cm or 11.81 inch
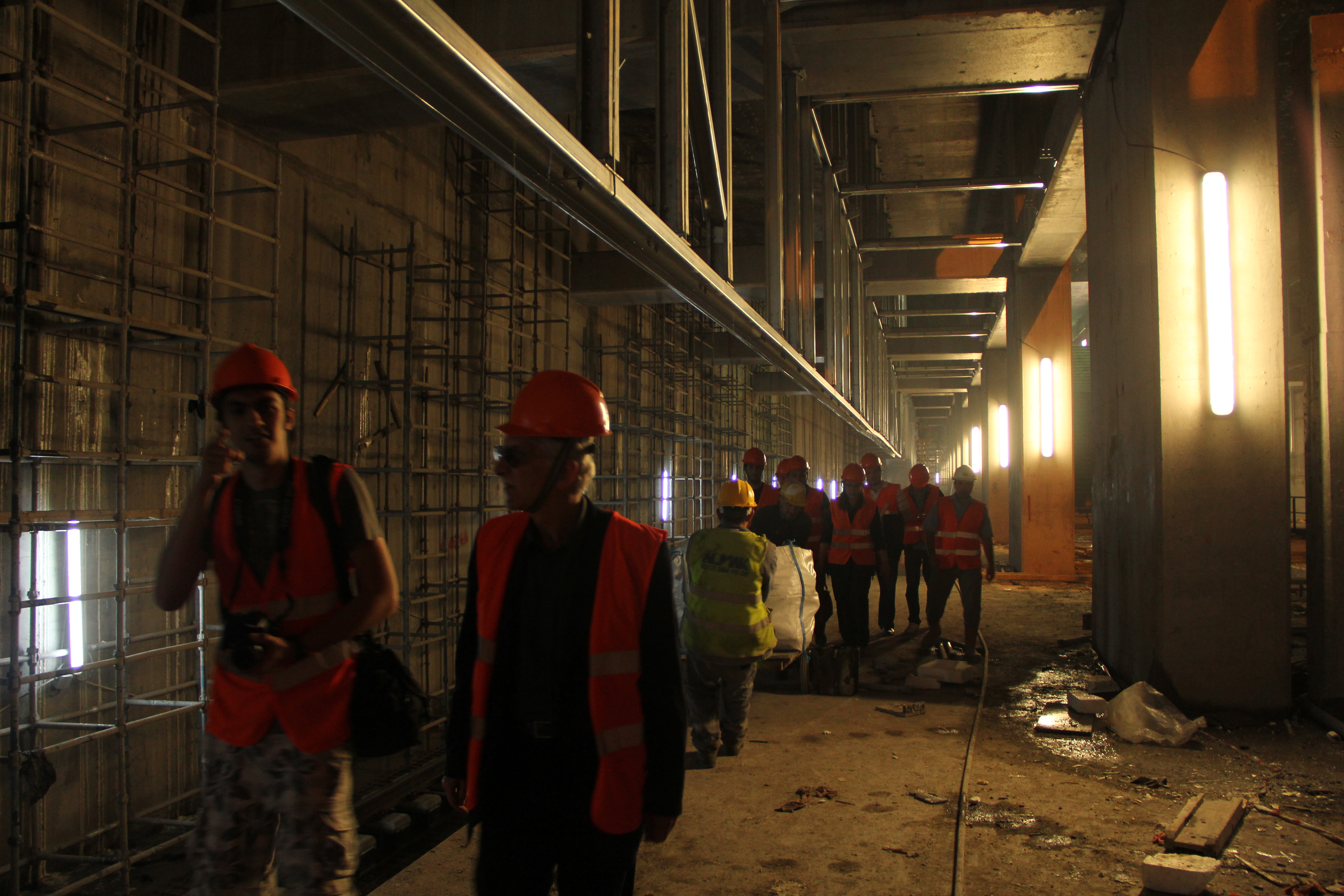
Underconstruction
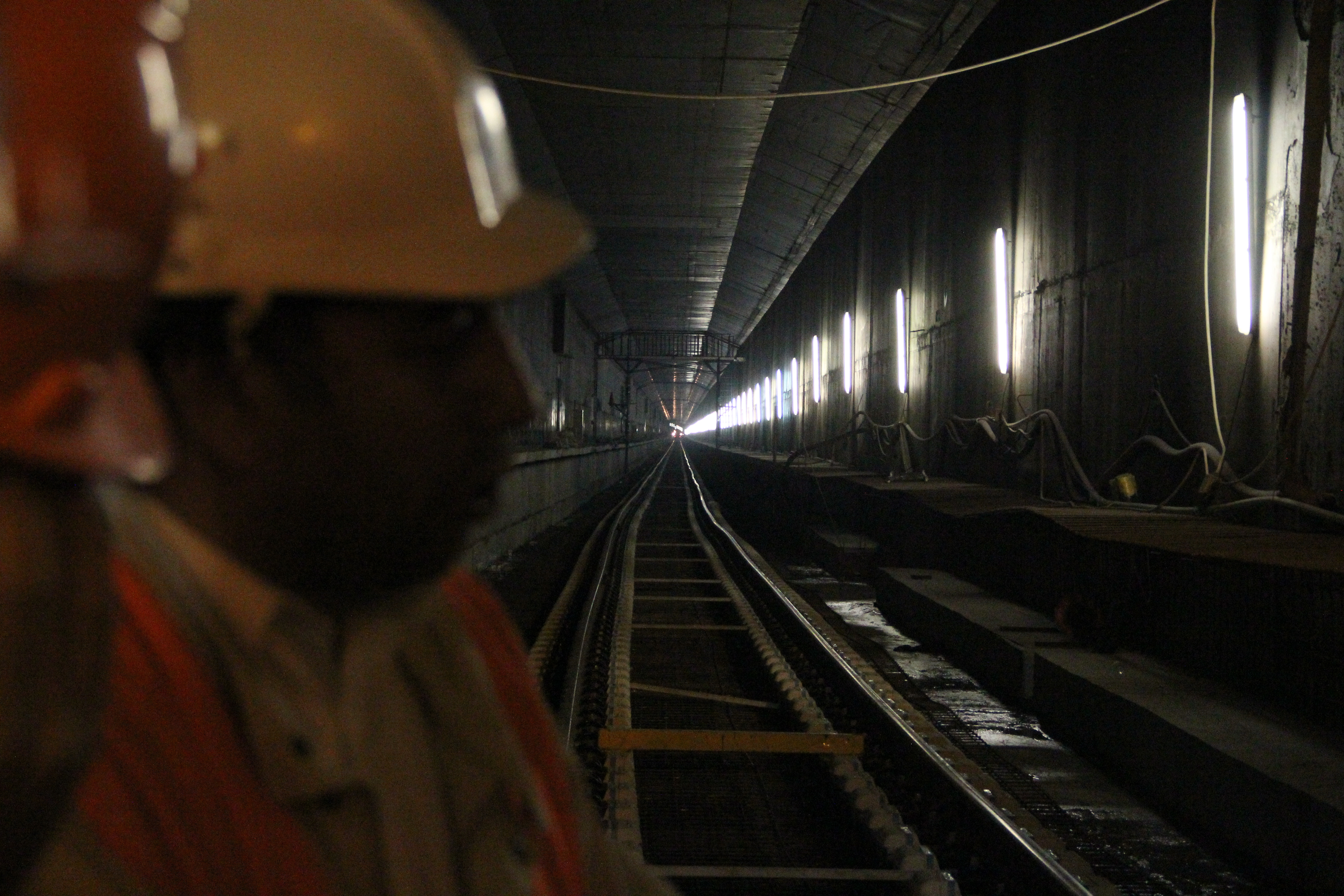
Railwork

## الهامش
1. 1 2 3  Rails under the Bosporus, ريلواي غازيت إنترناشيونال 2009-02-23"نسخة مؤرشفة". مؤرشف من الأصل في 2018-07-21. اطلع عليه بتاريخ 2022-11-19.{{استشهاد ويب}}:  صيانة الاستشهاد: BOT: original URL status unknown (link)
2. 1 2  "Marmaray tunnel opens to link Europe with Asia". ريلواي غازيت إنترناشيونال. 29 أكتوبر 2013. مؤرشف من الأصل في 2017-12-29.
3. ↑  "TCDD launches Eskisehir – Konya high speed service". ريلواي غازيت إنترناشيونال. 28 مارس 2013. مؤرشف من الأصل في 2015-09-24. اطلع عليه بتاريخ 2013-10-28.
4. ↑  Haber3 (3 Dec 2019). "Gebze-Halkalı Marmaray hattı açıldı, işte tüm istasyonları..." https://www.haber3.com/foto-galeri/haber/gebze-halkali-marmaray-hatti-hakkinda-tum-merak-edilenler-galeri-4997986 (بtr-TR). Archived from the original on 2024-11-30. Retrieved 2024-11-24. {{استشهاد ويب}}: روابط خارجية في |صحيفة= (help)صيانة الاستشهاد: أسماء عددية: قائمة المؤلفين (link) صيانة الاستشهاد: لغة غير مدعومة (link)
5. ↑  Haberler, Son (29 Jan 2024). "Bahçeşehir Marmaray durakları açıldı". https://www.sonhaberler.com/bahcesehir-marmaray-duraklari-acildi-haber-907384 (بtr-TR). Archived from the original on 2024-11-30. Retrieved 2024-11-24. {{استشهاد ويب}}: روابط خارجية في |صحيفة= (help)صيانة الاستشهاد: لغة غير مدعومة (link)
6. ↑  "Marmaray Railway Engineering Project". Railway Technology. 15 يونيو 2011. مؤرشف من الأصل في 2019-04-19. اطلع عليه بتاريخ 2013-10-30.
7. ↑  Norwegian technology in the world's deepest immersed tunnel" (in Norwegian) Teknisk Ukeblad, October 12, 2013. Accessed: October 13, 2013. Technical report: Claus K. Larsen. "Testing of fireproofing for concrete نسخة محفوظة 5 أكتوبر 2020 على موقع واي باك مشين." إدارة الطرق العامة النرويجية, 2007.</ref "نسخة مؤرشفة". مؤرشف من الأصل في 2020-10-05. اطلع عليه بتاريخ 2020-10-05.{{استشهاد ويب}}:  صيانة الاستشهاد: BOT: original URL status unknown (link)
8. 1 2 3  Facts and figures, web page at the Marmaray web site. Accessed on-line September 24, 2007. نسخة محفوظة 23 يوليو 2015 على موقع واي باك مشين. [وصلة مكسورة]
9. ↑  Travel time and alignment, web page at the Marmaray web site. Accessed on line, September 24, 2007. نسخة محفوظة 29 أكتوبر 2013 على موقع واي باك مشين. [وصلة مكسورة]
10. ↑  Istanbul Metro and LRT, web page at the Marmaray web site. Accessed on-line September 24, 2007. نسخة محفوظة 18 فبراير 2014 على موقع واي باك مشين. [وصلة مكسورة]
11. ↑  Istanbul, web page at urbanrail.net. Accessed on line September 24, 2007. نسخة محفوظة 14 مايو 2011 على موقع واي باك مشين. [وصلة مكسورة]
12. ↑  Final tubes sunk on Bosphorus Tunnel, International Railway Journal, November 2008. نسخة محفوظة 19 نوفمبر 2022 على موقع واي باك مشين.
13. ↑  Marmaray tunnel completed, ريلواي غازيت إنترناشيونال 2008-10-20"نسخة مؤرشفة". مؤرشف من الأصل في 2018-07-22. اطلع عليه بتاريخ 2022-11-19.{{استشهاد ويب}}:  صيانة الاستشهاد: BOT: original URL status unknown (link)
14. ↑  Marmaray completion delayed to 2013, cost increases by $500 mln, Today's Zaman 2009-12-19 نسخة محفوظة 20 أكتوبر 2013 على موقع واي باك مشين.
15. ↑  Name (20 مايو 2013). "Completely False Facts About Marmaray". Rail Turkey. مؤرشف من الأصل في 2019-04-05. اطلع عليه بتاريخ 2013-10-28.
16. ↑  "Contracts February 2010 - Railway Gazette". web.archive.org. 23 أبريل 2016. مؤرشف من الأصل في 2016-04-23. اطلع عليه بتاريخ 2024-11-24.{{استشهاد ويب}}:  صيانة الاستشهاد: BOT: original URL status unknown (link)
17. ↑  Uysal, Onur (12 Nov 2013). "Is Marmaray key for Europe-Asia rail connection?". Rail Turkey En (بالإنجليزية). Archived from the original on 2014-01-24. Retrieved 2024-11-24.
18. ↑  "Marmaray Railway Engineering Project". Railway Technology (بالإنجليزية الأمريكية). Archived from the original on 2012-09-10. Retrieved 2024-11-24.
19. ↑  "Turkey's Marmaray opens in Istanbul". www.aa.com.tr. مؤرشف من الأصل في 2024-11-30. اطلع عليه بتاريخ 2024-11-24.
20. ↑  "Railway Gazette: Marmaray train contract signed". web.archive.org. 5 يونيو 2010. مؤرشف من الأصل في 2010-06-05. اطلع عليه بتاريخ 2024-11-24.

## وصلات خارجية
- Marmaray project official website نسخة محفوظة 6 مايو 2021 على موقع واي باك مشين.
- مشروع مرمراي:
  - L. C. F. Ingerslev, 2005, "Considerations and strategies behind the design and construction requirements of the Istanbul Strait immersed tunnel," Tunnelling and Underground Space Technology 20: 604-08.
  - Steen Lykke and Hüseyin Belkaya, 2005, "The project and its management," Tunnelling and Underground Space Technology 20: 600-03.
  - Steen Lykke and Frits van de Kerk, 2005, "Marine operations, the Bosphorus Crossing," Tunnelling and Underground Space Technology 20: 609-11.
  - Hideki Sakaeda, 2005, "Tunnels and stations in BC contract," Tunnelling and Underground Space Technology 20: 612-16.
- Ahmet Gokce, Fumio Koyama, Masahiko Tsuchiya, Turgut Gencoglu, 2009, "The challenges involved in concrete works of Marmaray immersed tunnel with service life beyond 100 years," Tunnelling and Underground Space Technology 24: 592-601.
- Istanbul Technical University Marmaray Laboratory web site. نسخة محفوظة 8 نوفمبر 2007 على موقع واي باك مشين.
- Tunnelbuilder technical description.
- (بالتركية) Marmaray BC1 project and surveying works
- BBC article on the project.